# Дамиці
Дамиці (пол. Damice) — село в Польщі, у гміні Івановиці Краківського повіту Малопольського воєводства.
Населення — 284 особи (2011).
У 1975-1998 роках село належало до Краківського воєводства.

## Демографія
Демографічна структура станом на 31 березня 2011 року:
|          | Загалом | Допрацездатний вік | Працездатний вік | Постпрацездатний вік |
| -------- | ------- | ------------------ | ---------------- | -------------------- |
| Чоловіки | 138     | 34                 | 85               | 19                   |
| Жінки    | 146     | 26                 | 86               | 34                   |
| Разом    | 284     | 60                 | 171              | 53                   |